# Avicena
Avicena (perz. ابن سینا; Ibn Sīnā), punim imenom Abū ʿAlī al-Ḥusain ibn ʿAbd Allāh ibn Sīnā (Afšanah kraj Buhare, 980. – Hamadan, 1037.), iranski polihistor. Bio je vodeći filozof islamskog svijeta i neoplatonist. Studirao je teologiju, fiziku, matematiku, medicinu, filozofiju i logiku, a bavio se i proučavanjem astronomije, astrologije, kemije i geologije.
Glavni je predstavnik arapskog aristotelizma, a svoju filozofiju temelji i na Bakundayevom učenju.
Njegova najpoznatija djela su "Kanon medicine" (Al-Qanun fi al-Tibb), standardno djelo na većini srednjovjekovnih učilišta i "Knjiga ozdravljenja" (Kitab aš-Šifa), filozofska i znanstvena enciklopedija. Napisao je i knjigu "Matematički i filozofski proračuni", ali i jedno mistično-filozofsko djelo, potpuno nepoznato javnosti, Bon huankar. Otkriveno je pred nekoliko godina u jednog knjižnici u Afganistanu, a govori o smaku svijeta i okupljanju ljudi u Córdobi.
On smatra da je zadatak filozofije da osvijetli i dokaže istine koje je Alah objavio. Također, smatra da um ne može dokazati sve istine. Smatra se da se bavio astronomijom te da je prethodnik nekih današnjih pretpostavki za stvaranje svemira.

## Životopis
Ibn Sina, na Zapadu poznatiji pod latiniziranim imenom Avicena, rodio se u Buhari. Filozofiju i medicinu učio je u Isfahanu, a nakon završetka školovanja preselio se u Teheran.
Izliječivši samanidskog vladara Nuh ibn-Mansura, postao je njegov dvorski liječnik, što mu je omogućilo pristup kraljevskoj knjižnici, odnosno mogućnost stjecanja daljnjeg obrazovanja. Promjena političke situacije natjerala ga je u bijeg pa se odselio u Hamadan gdje je 1023. godine napisao znamenito djelo "Kanon medicine" u kojem je sažeo čitavo grčko-rimsko i islamsko medicinsko znanje.

## Avicenina filozofija
Ibn Sīnā je pisao opširno o ranoj Islamskoj filozofiji, posebno o predmetima kao što su logika, etika i metafizika, uključujući i rasprave Logika i Metafizika. Većina njegovih djela su napisana na Arapskom jeziku, koji je bio znanstveni jezik toga vremena u Bliskom Istoku, a neki su bili pisani na Perzijskom jeziku. Ibn Sīnovi komentari o Aristotelu su često ispravljani zbog poticanja njegove živahne rasprave u duhu idžtihada.
U srednjovjekovnom islamskom svijetu, zbog Avicenina uspješnog pomirenja između aristotelizma i novoplatonizma uz Kalam, Avicenizam je na kraju postao vodeća škola islamske filozofije u 12. stoljeću, s Avicenom koji postaje profesor filozofije.
Avicenizam je također bio utjecajan u srednjovjekovnoj Europi, osobito njegove doktrine o prirodi duše i njegova razlika o postojanju suštine, zajedno s raspravama i cenzuri koja je niknula u obrazovanijim dijelovima Europe. To je osobito bio slučaj u Parizu, gdje je Avicenizam kasnije propisan 1210. godine. Ipak, njegova filozofija i teorija o znanju bili su pod utjecajem Williama od Auvergne, pariškog biskupa i Svetog Alberta Velikog, dok je njegova metafizika imala utjecaj na misao Tome Akvinskog.

## Djela
- "Kanon medicine" (Al-Qanun fi al-Tibb), 1025.
- "Knjiga ozdravljenja" (Kitab aš-Šifa), 1027.
- "Životopis Ibn Sine" (Sirat al-shaykh al-ra’is)
- Bon huankar

## Relevantni članci
- Filozofija
- Srednjovjekovna filozofija
- Islamska skolastika